# Francesco Colasuonno
Francesco Colasuonno (Grumo Appula, 2 januari 1925 – aldaar, 31 mei 2003) was een Italiaans geestelijke en kardinaal van de Katholieke Kerk. 
Colasuonno bezocht het kleinseminarie in Bari en het grootseminarie van Molfetta. Hij studeerde vervolgens aan de Universiteit van Bari en werd op 28 september 1947 priester gewijd. Hierna promoveerde hij aan de Pauselijke Gregoriaanse Universiteit in Rome in zowel de theologie als in het kerkelijk recht. Vervolgens studeerde hij aan de Pauselijke Ecclesiastische Academie, de diplomatenopleiding van de Heilige Stoel. Hij trad vervolgens in dienst bij de Romeinse Curie, waar hij medewerker werd van de Raad voor de Publieke Aangelegenheden van de Kerk. In 1961 benoemde paus Johannes XXIII hem tot kamerheer in buitengewone dienst. Hij was van 1962 tot 1967 achtereenvolgens secretaris en auditor bij de Apostolische Delegatie in de Verenigde Staten. Van 1968 tot 1972 vervulde hij eenzelfde functie op de nuntiatuur in India. Paus Paulus VI benoemde hem in 1971 tot huisprelaat. Van 1972 tot 1974 was hij chargé d'affaires ad interim op de nuntiatuur in China (gevestigd op Taiwan). 
Op 6 december 1974 benoemde paus Paulus VI hem tot titulair aartsbisschop van Tronto en tot apostolisch delegaat in Mozambique. Hij ontving zijn bisschopswijding uit handen van Corrado Ursi. In 1981 werd hij pro-nuntius in Zimbabwe. In 1985 werd hij pro-nuntius in Joegoslavië en bovendien belast met het speciale gezantschap voor de relaties met de Poolse regering. In 1990 werd hij vertegenwoordiger van de Heilige Stoel bij de Russische Federatie en in 1994 werd hij nuntius voor Italië en San Marino.
Tijdens het consistorie van 21 februari 1998 creëerde paus Johannes Paulus II hem kardinaal. De Sant'Eugenio werd zijn titeldiakonie. 
Hij overleed in 2003 na een langdurig ziekbed.

## Bron
- Biografische aantekening op The Cardinals of the Holy Roman Church

- International Standard Name Identifier: 0000 0000 5682 8107
- Nationale Bibliotheek van Tsjechië: xx0025139
- Istituto Centrale per il Catalogo Unico: LIGV062096
- Virtual International Authority File: 85457485